# الدوري الشمالي لكرة القدم 1959–60
الدوري الشمالي لكرة القدم 1959–60 (بالإنجليزية: 1959–60 Northern Football League)‏ هو موسم من الدوري الشمالي لكرة القدم ‏. فاز فيه وست أوكلاند تاون ‏.